# Copa de Campeones de la Concacaf 1976
La Copa de Campeones de 1976 fue la decimosegunda edición de la Copa de Campeones de la Concacaf, torneo de fútbol a nivel de clubes más importante de Norteamérica, Centroamérica y el Caribe. En la ronda final solo participaron 3 equipos de 3 países diferentes. El torneo comenzó el 6 de junio de 1976 y culminó el 15 de febrero de 1977. 
El campeón fue Águila de El Salvador, que alcanzó así su primer y único título en la competición.

## Equipos participantes
En cursiva los equipos debutantes en el torneo.
| País                         | Equipo                                 |
| ---------------------------- | -------------------------------------- |
| El Salvador · 2 cupos        | CD Águila Alianza FC                   |
| Surinam 2 cupos              | SV Robinhood SV Voorwaarts             |
| México · 2 cupos             | León FC Deportivo Toluca               |
| Guyana 2 cupos               | Thomas United FC Christianburg FC      |
| Trinidad y Tobago 2 cupos    | Palo Seco Malvern United               |
| Canadá · 2 cupos             | Serbian White Eagles FC Toronto Italia |
| Honduras 2 cupos             | CD España CD Olimpia                   |
| Guatemala · 1 cupo           | Aurora FC                              |
| Antillas Neerlandesas 1 cupo | CRKSV Jong Colombia                    |
| Nicaragua · 1 cupo           | Diriangén FC                           |
| Estados Unidos 1 cupo        | New York Inter-Giuliana                |

## Zona Norteamericana

### Primera ronda
| 13 de junio de 1976 | New York Inter-Giuliana | 1:2 | Toronto Italia    | Shea Stadium, Nueva York |  |
|                     | Breton                  |     | Ercoli · Altafini |                          |  |

| 27 de junio de 1976 | Toronto Italia | 3:2 (Global 5:3) | New York Inter-Giuliana | Montreal, Canadá |  |

### Segunda ronda
| Equipo Local Ida | Resultado | Equipo Visitante Ida | Ida | Vuelta |
| ---------------- | --------- | -------------------- | --- | ------ |
| León             | w/o       | Serbian White Eagles | -   | -      |
| Toronto Italia   | w/o       | Toluca               | -   | -      |

- Serbian White Egales se retiró, León clasifica.
- Toluca solicitó reprogramar los partidos, pero al final fue descalificado el 8 de septiembre.

### Tercera ronda
| Equipo Local Ida | Resultado | Equipo Visitante Ida | Ida | Vuelta |
| ---------------- | --------- | -------------------- | --- | ------ |
| León             | w/o       | Toronto Italia       | -   | -      |

- Toronto Italia se retiró.

## Zona Centroamericana

### Primera ronda

#### Grupo 1
Jugado en San Salvador, El Salvador.
| Equipo  | Pts. | PJ | PG | PE | PP | GF | GC | Dif. |
| ------- | ---- | -- | -- | -- | -- | -- | -- | ---- |
| Águila  | 4    | 2  | 2  | 0  | 0  | 3  | 1  | +2   |
| Aurora  | 1    | 2  | 0  | 1  | 1  | 2  | 3  | -1   |
| Alianza | 1    | 2  | 0  | 1  | 1  | 1  | 2  | -1   |

| \| Fecha \| Lugar \| Local \| Resultado \| Visitante \| \| ----------- \| ------------ \| ------- \| --------- \| --------- \| \| 20 de junio \| San Salvador \| Águila \| 2:1 \| Aurora \| \| 27 de junio \| San Salvador \| Aurora \| 1:1 \| Alianza \| \| 4 de julio \| San Salvador \| Alianza \| 0:1 \| Águila \| |              |         |           |           |
| Fecha | Lugar        | Local   | Resultado | Visitante |
| 20 de junio | San Salvador | Águila  | 2:1       | Aurora    |
| 27 de junio | San Salvador | Aurora  | 1:1       | Alianza   |
| 4 de julio | San Salvador | Alianza | 0:1       | Águila    |

#### Grupo 2
Jugado en Honduras.
| Equipo  | Pts. | PJ | PG | PE | PP | GF | GC | Dif. |
| ------- | ---- | -- | -- | -- | -- | -- | -- | ---- |
| España  | 3    | 2  | 1  | 1  | 0  | 1  | 0  | +1   |
| Olimpia | 1    | 2  | 0  | 1  | 1  | 0  | 1  | -1   |

| \| Fecha \| Lugar \| Local \| Resultado \| Visitante \| \| ---------------- \| -------------- \| ------- \| --------- \| --------- \| \| 5 de septiembre \| Tegucigalpa \| Olimpia \| 0:0 \| España \| \| 19 de septiembre \| San Pedro Sula \| España \| 1:0 \| Olimpia \| |                |         |           |           |
| Fecha | Lugar          | Local   | Resultado | Visitante |
| 5 de septiembre | Tegucigalpa    | Olimpia | 0:0       | España    |
| 19 de septiembre | San Pedro Sula | España  | 1:0       | Olimpia   |

### Segunda ronda
| Equipo Local Ida | Resultado | Equipo Visitante Ida | Ida | Vuelta |
| ---------------- | --------- | -------------------- | --- | ------ |
| Diriangén        | w/o       | España               | -   | -      |

- Real España se retiró.

### Tercera ronda
| 2 de noviembre de 1976 | Diriangén   | 1:6 | Águila                                       | Estadio Colegio La Salle, Diriamba |  |
|                        | Desconocido |     | Zapata ?', ?', ?', ?' · Desconocido/s ?', ?' |                                    |  |

| 21 de noviembre de 1976 | Águila                                        | 5:1 (Global 11:2) | Diriangén   | Estadio Migueleño, San Miguel |  |
|                         | Díaz · Méndez · Pineda · Zapata · Desconocido |                   | Desconocido |                               |  |

## Zona del Caribe

### Primera ronda
| Equipo Local Ida | Resultado | Equipo Visitante Ida | Ida   | Vuelta |
| ---------------- | --------- | -------------------- | ----- | ------ |
| Robinhood        | 4 - 2     | Jong Colombia        | 3 - 1 | 1 - 1  |
| Christianburg    | 1 - 20    | Voorwaarts           | 1 - 8 | 0 - 12 |
| Thomas United    | 1 - 6     | Palo Seco            | 0 - 2 | 1 - 4  |

### Segunda ronda

#### Robinhood - Malvern United
| 11 de julio de 1976 | Malvern United | 0:0 | Robinhood | Queen's Park Oval, Puerto España |  |

| 5 de septiembre de 1976 | Robinhood             | 2:0 (Global 2:0) | Malvern United | Estadio Nacional, Paramaribo |  |
|                         | Emanuelson · Stjeward |                  |                |                              |  |

#### Voorwaarts - Palo Seco Trintopec
| Equipo Local Ida | Resultado | Equipo Visitante Ida | Ida   | Vuelta |
| ---------------- | --------- | -------------------- | ----- | ------ |
| Palo Seco        | 1 - 6     | Voorwaarts           | 0 - 4 | 1 - 2  |

### Tercera ronda
| Equipo Local Ida | Resultado | Equipo Visitante Ida | Ida   | Vuelta |
| ---------------- | --------- | -------------------- | ----- | ------ |
| Robinhood        | 3 - 0     | Voorwaarts           | 3 - 0 | 0 - 0  |

## Ronda final
- Águila
- Robinhood
- León

### Semifinal
| 23 de enero de 1977 | León           | 1:1 (0:0) | Águila            | Estadio Cuscatlán, San Salvador |                             |
|                     | Mantegazza 84' |           | Pineda 89' (pen.) | Árbitro(s): Ricardo Estrada     | Árbitro(s): Ricardo Estrada |

| 26 de enero de 1977 | Águila     | 2:0 (Global 3:1) | León                     | Estadio Cuscatlán, San Salvador |                                 |
| | Vargas 30' |                  | Rivas 7' · Caballero 25' | Árbitro(s): Jorge Mario Ramírez | Árbitro(s): Jorge Mario Ramírez |
| Al minuto 40' del primer tiempo cuando León ganaba 2-1, se hizo una pelea entre jugadores y debido a eso, León se retiró del partido. El 28 de enero, el organismo de la confederación ordenó la repetición del partido pero el equipo mexicano se negó a jugarlo debido a que estaban molestos dado lo acontecido previamente por lo que se retiró definitivamente del torneo. A los pocos días, le fue otorgado el triunfo del juego por 2-0 al Águila. |            |                  |                          |                                 |                                 |

### Final

#### Ida
| 13 de febrero de 1977 | Águila                                                  | 5:1 (3:0) | Robinhood      | Estadio Cuscatlán, San Salvador |  |
|                       | Vargas 26', 89' · Pineda 40', 79' · González 20' (pen.) | Reporte   | Emanuelson 68' |                                 |  |

#### Vuelta
| 15 de febrero de 1977 | Robinhood                | 2:3 (0:0; 1:0) (Global 8:3) | Águila                                 | Estadio Cuscatlán, San Salvador         |                                         |
|                       | Nathoe 56' · Olmberg 95' | Reporte                     | González 93' · Diaz 112' · Zapata 117' | Árbitro(s): Luis Paulino Siles Calderón | Árbitro(s): Luis Paulino Siles Calderón |

| Águila Campeón 1.er título |